# 廢棄物與資源行動計畫
廢棄物與資源行動計畫（英語：Waste & Resources Action Programme，簡稱WRAP）是一家在英國註冊的慈善機構。它與企業、個人和社區通過幫助他們減少浪費、開發可持續產品和以有效方式利用資源來實現循環經濟。

## 外部連結
- 官方网站